# 偏店乡
偏店乡，是中华人民共和国河北省邯郸市涉县下辖的一个乡镇级行政单位。

## 行政区划
偏店乡下辖以下地区：
偏店村、赵峪村、东寨村、南寨村、西寨村、北寨村、凤岗村、范家井村、前寨村、后寨村、杨家寨村、韩家山村、上窑则村和下窑则村。